# 苻崇
苻 崇（ふ すう）は、五胡十六国時代の前秦の末代皇帝。5代皇帝苻登の子。

## 生涯
386年11月、父の苻登が皇帝に即位した。苻崇は嫡男であったが、この時先代皇帝苻丕の子である勃海王苻懿がいたので、皇太子には立てられなかった。
387年5月、尚書左僕射に任じられ、東平王に封じられた。
388年5月、苻懿が没した事に伴い、8月に皇太子に立てられた。
394年春、後秦君主姚萇の死に乗じ、苻登自ら後秦征伐に赴くと、苻崇は重要拠点である胡空堡の留守を預かった。
同年夏、苻登は廃橋において後秦の尹緯に大敗を喫し、軍は崩壊した。苻崇は敗戦の報を聞くと、みな城の守りを放棄して逃走し、湟中へ逃れた。
同年7月、苻登は馬毛山へ逃れるも、後秦軍の追撃を受けて殺された。これを受け、苻崇は湟中において帝位に即き、延初と改元して苻宣を皇太子に立てた。また、苻登へ高皇帝という諡号を贈り、廟号を太宗とした。
10月、西秦の乞伏乾帰が軍を擁して湟中へ迫ると、苻崇は前秦の隴西王楊定（後仇池初代君主）の下へ亡命した。楊定はこれを迎え入れ、司馬邵彊に秦州を守らせると、自ら2万の兵を率いて苻崇と共に乞伏乾帰を攻撃した。乞伏乾帰は従弟の涼州牧乞伏軻弾・弟の秦州牧乞伏益州・立義将軍越質詰帰に3万の騎兵を与えて迎え撃たせた。苻崇らは平川において乞伏益州を攻撃してこれを破り、乞伏軻弾・越質詰帰はみな軍を退いた。その後、乞伏軻弾は再び軍を繰り出して苻崇らを攻め、乞伏益州・越質詰帰もまたこれに続いた。苻崇らは大敗を喫し、苻崇・楊定は戦死して7千人が打ち取られた。これにより隴西の地は全て西秦の支配下に入った。こうして前秦は完全に滅亡した。
楊定の死後は従兄弟の楊盛が後仇池を束ねる事となり、子の苻宣は彼の下へ亡命した。以降も後仇池に留まり、重用されて要職を歴任した。